# لوئیس آر. فاستر
لوئیس آر. فاستر (انگلیسی: Lewis R. Foster; ۵ اوت ۱۸۹۸ – ۱۰ ژوئن ۱۹۷۴) فیلم‌نامه‌نویس، کارگردان تلویزیونی و سینمایی، تهیه‌کننده تلویزیونی و سینمایی و آهنگساز تلویزیون اهل ایالات متحده آمریکا بود.

## گزیده فیلم‌شناسی

### کارگردان
- هورا هورا (۱۹۲۹)
- جای خواب (۱۹۲۹)
- عشق بز (۱۹۲۹)
- ال پاسو (۱۹۴۹)
- هنگ کنگ (۱۹۵۲)
- جسور و شجاع (۱۹۵۶)

### نویسنده
- اشتباه دوباره (داستان، ۱۹۲۹)
- افسون‌شده (۱۹۳۲)
- آقای اسمیت به واشینگتن می‌رود (داستان، ۱۹۳۹)
- هرچه بیشتر، خوشحال‌تر (۱۹۴۳)

## جوایز و نامزدی‌ها
| سال  | جایزه       | نتیجه  | رده                          | فیلم                                                                                 |
| ---- | ----------- | ------ | ---------------------------- | ------------------------------------------------------------------------------------ |
| ۱۹۴۰ | جوایز اسکار | برنده  | Best Writing, Original Story | آقای اسمیت به واشینگتن می‌رود                                                         |
| ۱۹۴۴ | جوایز اسکار | نامزدی | Best Writing, Screenplay     | هرچه بیشتر، خوشحال‌تر (مشترکا همراه با Richard Flournoy, Frank Ross و Robert Russell) |